# Wort-Ton-Verhältnis
Mit dem Begriff Wort-Ton-Verhältnis wird in der Vokalmusik das Maß des Einflusses des Textinhalts auf die musikalische Gestaltung einer Komposition beschrieben.

## Historischer Überblick
Schon seit dem frühen Mittelalter gibt es im Gregorianischen Choral vereinzelt Textpassagen, deren Bedeutung sich in den Melodien widerspiegelt.
In der polyphonen Vokalmusik der Renaissance spielte der Text eine untergeordnete Rolle. Claudio Monteverdi gilt als der Komponist, der am meisten dazu beitrug, den Text wieder in den Vordergrund zu stellen. Dies geschah nicht zuletzt durch die Schaffung einer neuen Musikgattung, der Oper. In seinem fünften Madrigalbuch wandte Monteverdi sich von der bestehenden Musikform, der sogenannten prima pratica, ab und begründete damit die seconda pratica. Von ihm stammt der Satz L’orazione sia padrona e non servo della musica, übersetzt: „Die Rede soll Herrin und nicht Diener der Musik sein.“
Im 18. Jahrhundert setzten sich unter anderem Wolfgang Amadeus Mozart und Antonio Salieri dafür ein, der Musik wieder mehr Eigenständigkeit zu verleihen. Währenddessen führte Christoph Willibald Gluck seine Opernreform durch. Innerhalb der italienischen Opera buffa hatte der Textinhalt über Jahrzehnte stetig an Bedeutung verloren, und die dargebotenen Arien dienten letztendlich nur noch dazu, dass die Sänger ihr Talent unter Beweis stellen konnten. Gluck versuchte daher, die Opera buffa mit der Opera seria zu verbinden und somit dem ursprünglichen Ideal der Oper wieder gerecht zu werden.